# Tulburea, Prahova
Tulburea este un sat în comuna Predeal-Sărari din județul Prahova, Muntenia, România.
 Acest articol despre o localitate din județul Prahova este deocamdată un ciot. Puteți ajuta Wikipedia prin completarea lui.